# Snowboard aux Jeux olympiques de 2018 - Cross femmes
Navigation
Sotchi 2014 Pékin 2022
Le cross féminin des Jeux olympiques d'hiver de 2018 a lieu le 16 février 2018 à 10 h 00 puis à 12 h 15 au Bokwang Phoenix Park. L'épreuve est présente depuis les Jeux olympiques de 2006 qui se sont déroulés à Turin, soit lors de la quatrième apparition du snowboard aux Jeux d'hiver.

## Médaillés
| Or                      | Argent                                   | Bronze                           |
| Michela Moioli (Italie) | Julia Pereira De Sousa Mabileau (France) | Eva Samková (République tchèque) |

## Résultats

### Qualifications
| Rang | Dossard | Nom                             | Nationalité        | Manche 1 | Manche 2 | Meilleur temps | Notes |
| ---- | ------- | ------------------------------- | ------------------ | -------- | -------- | -------------- | ----- |
| 1    | 16      | Eva Samková                     | République tchèque | 1:16.84  | —        | 1:16.84        | Q     |
| 2    | 2       | Michela Moioli                  | Italie             | 1:16.97  | —        | 1:16.97        | Q     |
| 3    | 6       | Faye Gulini                     | États-Unis         | 1:17.74  | —        | 1:17.74        | Q     |
| 4    | 13      | Lindsey Jacobellis              | États-Unis         | 1:18.05  | —        | 1:18.05        | Q     |
| 5    | 8       | Charlotte Bankes                | France             | 1:18.18  | —        | 1:18.18        | Q     |
| 6    | 4       | Chloé Trespeuch                 | France             | 1:18.51  | —        | 1:18.51        | Q     |
| 7    | 18      | Simona Meiler                   | Suisse             | 1:18.95  | —        | 1:18.95        | Q     |
| 8    | 7       | Nelly Moenne-Loccoz             | France             | 1:20.23  | —        | 1:20.23        | Q     |
| 9    | 5       | Aleksandra Zhekova              | Bulgarie           | 1:20.23  | —        | 1:20.23        | Q     |
| 10   | 10      | Belle Brockhoff                 | Australie          | 1:20.34  | —        | 1:20.34        | Q     |
| 11   | 24      | Meghan Tierney                  | États-Unis         | 1:20.52  | —        | 1:20.52        | Q     |
| 12   | 17      | Mariya Vasiltsova               | Russie (OAR)       | 1:20.57  | —        | 1:20.57        | Q     |
| 13   | 1       | Zoe Bergermann                  | Canada             | 1:21.57  | 1:18.65  | 1:18.65        | Q     |
| 14   | 19      | Kristina Paul                   | Russie (OAR)       | 1:21.93  | 1:19.93  | 1:19.93        | Q     |
| 15   | 12      | Julia Pereira de Sousa Mabileau | France             | 1:21.72  | 1:20.17  | 1:20.17        | Q     |
| 16   | 21      | Alexandra Hasler                | Suisse             | 1:20.87  | 1:20.49  | 1:20.49        | Q     |
| 17   | 20      | Zoe Gillings-Brier              | Grande-Bretagne    | 1:20.99  | 1:20.84  | 1:20.84        | Q     |
| 18   | 11      | Carle Brenneman                 | Canada             | 1:21.57  | 1:20.89  | 1:20.89        | Q     |
| 19   | 9       | Raffaella Brutto                | Italie             | DNF      | 1:21.14  | 1:21.14        | Q     |
| 20   | 14      | Tess Critchlow                  | Canada             | 1:21.39  | 1:21.83  | 1:21.39        | Q     |
| 21   | 15      | Lara Casanova                   | Suisse             | 1:22.26  | DNS      | 1:22.26        | Q     |
| 22   | 22      | Jana Fischer                    | Allemagne          | 1:22.92  | DNF      | 1:22.92        | Q     |
| 23   | 25      | Zuzanna Smykała                 | Pologne            | 1:23.41  | 1:23.44  | 1:23.41        | Q     |
| 24   | 26      | Vendula Hopjáková               | République tchèque | DNF      | DNF      | DNF            | Q     |
| —    | 3       | Meryeta O'Dine                  | Canada             | DNS      | DNS      | DNS            |       |
| —    | 23      | Isabel Clark Ribeiro            | Brésil             | DNS      | DNS      | DNS            |       |

### Quarts de finale
| Rang | Dossard | Athlète             | Nationalité        | Notes |
| ---- | ------- | ------------------- | ------------------ | ----- |
| 1    | 9       | Aleksandra Zhekova  | Bulgarie           | Q     |
| 2    | 1       | Eva Samková         | République tchèque | Q     |
| 3    | 8       | Nelly Moenne-Loccoz | France             | Q     |
| 4    | 17      | Zoe Gillings-Brier  | Grande-Bretagne    |       |
| 5    | 16      | Alexandra Hasler    | Suisse             |       |
|      | 24      | Vendula Hopjáková   | République tchèque | DNS   |

| Rang | Dossard | Athlète            | Nationalité  | Notes |
| ---- | ------- | ------------------ | ------------ | ----- |
| 1    | 4       | Lindsey Jacobellis | États-Unis   | Q     |
| 2    | 20      | Tess Critchlow     | Canada       | Q     |
| 3    | 5       | Charlotte Bankes   | France       | Q     |
| 4    | 21      | Lara Casanova      | Suisse       |       |
|      | 12      | Mariya Vasiltsova  | Russie (OAR) | DNF   |
|      | 13      | Zoe Bergermann     | Canada       | DNF   |

| Rang | Dossard | Athlète          | Nationalité  | Notes |
| ---- | ------- | ---------------- | ------------ | ----- |
| 1    | 6       | Chloé Trespeuch  | France       | Q     |
| 2    | 14      | Kristina Paul    | Russie (OAR) | Q     |
| 3    | 19      | Raffaella Brutto | Italie       | Q     |
| 4    | 22      | Jana Fischer     | Allemagne    |       |
| 5    | 11      | Meghan Tierney   | États-Unis   |       |
| 6    | 3       | Faye Gulini      | États-Unis   |       |

| Rang | Dossard | Athlète                         | Nationalité | Notes |
| ---- | ------- | ------------------------------- | ----------- | ----- |
| 1    | 2       | Michela Moioli                  | Italie      | Q     |
| 2    | 15      | Julia Pereira de Sousa Mabileau | France      | Q     |
| 3    | 10      | Belle Brockhoff                 | Australie   | Q     |
| 4    | 18      | Carle Brenneman                 | Canada      |       |
| 5    | 23      | Zuzanna Smykała                 | Pologne     |       |
| 6    | 7       | Simona Meiler                   | Suisse      |       |

Légende : Q – Qualifié pour la demi-finale ; DNS – N'a pas commencé ; DNF – N'a pas terminé

### Demi-finale
| Rang | Dossard | Athlète             | Nationalité        | Notes |
| ---- | ------- | ------------------- | ------------------ | ----- |
| 1    | 1       | Eva Samková         | République tchèque | Q     |
| 2    | 4       | Lindsey Jacobellis  | États-Unis         | Q     |
| 3    | 9       | Aleksandra Zhekova  | Bulgarie           | Q     |
| 4    | 20      | Tess Critchlow      | Canada             |       |
| 5    | 8       | Nelly Moenne-Loccoz | France             |       |
|      | 5       | Charlotte Bankes    | France             | DNF   |

| Rang | Dossard | Athlète                         | Nationalité  | Notes |
| ---- | ------- | ------------------------------- | ------------ | ----- |
| 1    | 2       | Michela Moioli                  | Italie       | Q     |
| 2    | 6       | Chloé Trespeuch                 | France       | Q     |
| 3    | 15      | Julia Pereira de Sousa-Mabileau | France       | Q     |
|      | 14      | Kristina Paul                   | Russie (OAR) | DNF   |
|      | 10      | Belle Brockhoff                 | Australie    | DNF   |
|      | 19      | Raffaella Brutto                | Italie       | DNF   |

Légende : DSQ – Disqualifié ; DNF – N'a pas terminé

### Petite finale
| Rang | Dossard | Athlète             | Nationalité  | Notes |
| ---- | ------- | ------------------- | ------------ | ----- |
| 7    | 5       | Charlotte Bankes    | France       |       |
| 8    | 19      | Raffaella Brutto    | Italie       |       |
| 9    | 20      | Tess Critchlow      | Canada       |       |
| 10   | 8       | Nelly Moenne-Loccoz | France       |       |
| 11   | 10      | Belle Brockhoff     | Australie    |       |
| 12   | 14      | Kristina Paul       | Russie (OAR) | DNF   |

### Finale
| Rang                                | Dossard | Athlète                         | Nationalité        |
| ----------------------------------- | ------- | ------------------------------- | ------------------ |
| Médaille d'or, Jeux olympiques      | 2       | Michela Moioli                  | Italie             |
| Médaille d'argent, Jeux olympiques  | 15      | Julia Pereira De Sousa Mabileau | France             |
| Médaille de bronze, Jeux olympiques | 1       | Eva Samková                     | République tchèque |
| 4                                   | 4       | Lindsey Jacobellis              | États-Unis         |
| 5                                   | 6       | Chloé Trespeuch                 | France             |
| 6                                   | 9       | Alexandra Jekova                | Bulgarie           |